# Tour du beffroi (Bourbon-Lancy)
La tour du Beffroi est une tour située à Bourbon-Lancy, dans le département de Saône-et-Loire, en France.

## Présentation
Cette tour est le vestige de l'ancienne enceinte fortifiée.
Elle est classée au titre des monuments historiques en 1921.  